# Civil Aviation Authority

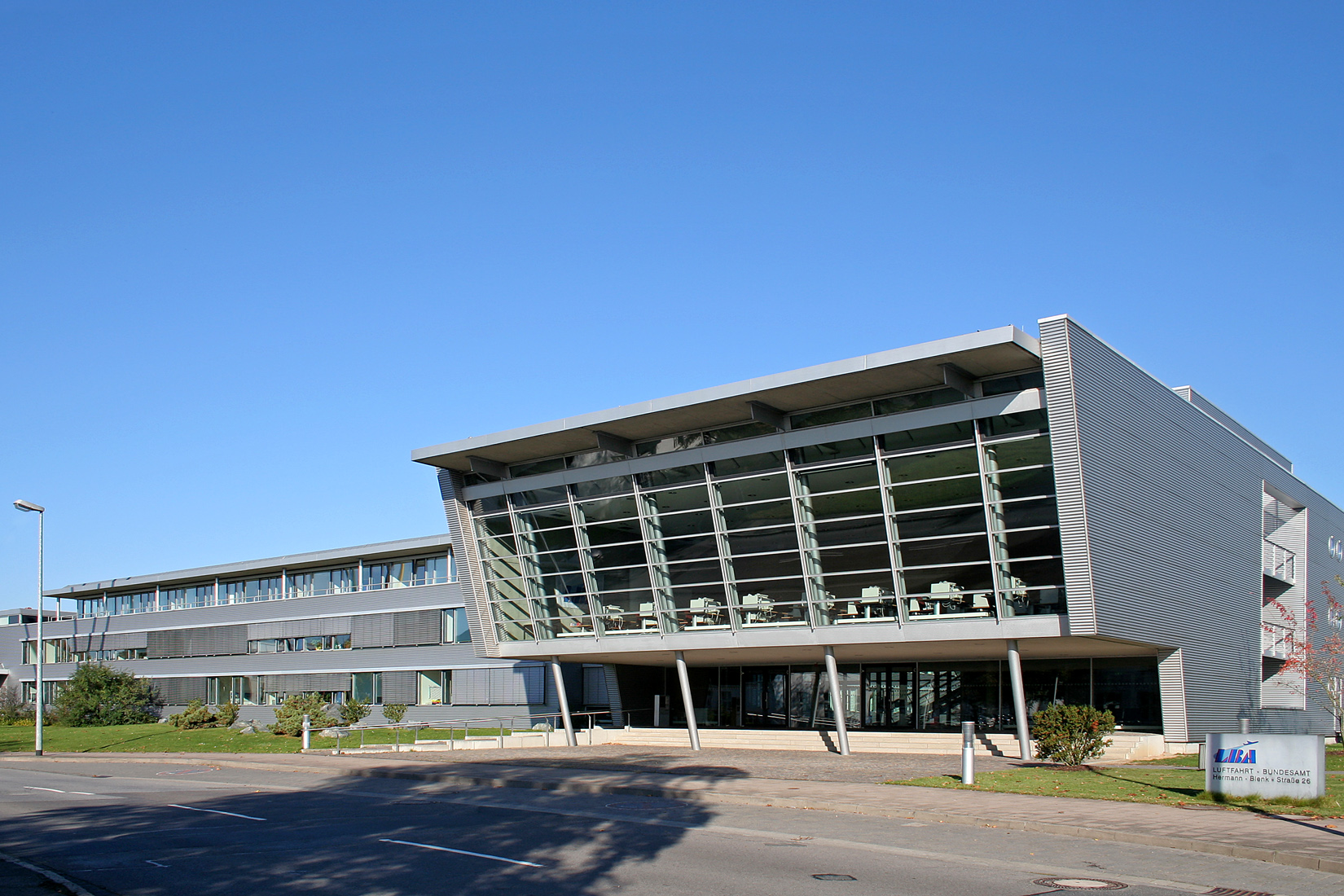
CAA:s högkvarter i Braunschweig

Civil Aviation Authority (CAA) är det internationellt använda tilläggsnamnet på ett flertal nationers flygsäkerhetsmyndighet. Luftfartstilsynet i Norge till exempel heter internationellt Civil Aviation Authority - Norway eller CAA Norway. I Sverige är Transportstyrelsen flygsäkerhetsmyndighet. 
Om man bara säger eller skriver CAA menar man vanligen Storbritanniens flygsäkerhetsmyndighet, United Kingdom Civil Aviation Authority. 
USA:s flygsäkerhetsmyndighet heter Federal Aviation Administration, FAA. Tysklands heter Luftfahrt-Bundesamt, LBA, och Frankrikes Direction Générale de l'Aviation Civile, DGAC. Spaniens flygsäkerhetsmyndighet och flera latinamerikanska förkortas också DGAC, vilket står för Dirección General de Aviación Civil (bl.a. Spanien, Costa Rica, Guatemala) eller Dirección General de Aeronáutica Civil (bl.a. Bolivia, Chile och Mexiko).